# Bezirk Außig
Der Bezirk Außig (tschechisch: Okresní hejtmanství Ústí nad Labem, politický okres Ústí nad Labem) war ein Politischer Bezirk im Königreich Böhmen. Der Bezirk umfasste Gebiete im Norden Böhmens im heutigen Okres Ústí nad Labem (Ústecký kraj). Sitz der Bezirkshauptmannschaft war die Stadt Außig (Ústí nad Labem). Das Gebiet gehörte seit 1918 zur neu gegründeten Tschechoslowakei und ist seit 1993 Teil Tschechiens.

## Geschichte
Die modernen, politischen Bezirke der Habsburgermonarchie wurden 1868 im Zuge der Trennung der politischen von der judikativen Verwaltung geschaffen.
Der Bezirk Aussig wurde 1868 aus den Gerichtsbezirken Karbitz (tschechisch: soudní okres Chabařovice) und Außig (Ústí nad Labem) gebildet.
Im Bezirk Aussig lebten 1869 49.979 Personen, wobei der Bezirk ein Gebiet von 6,2 Quadratmeilen und 85 Gemeinden umfasste.
1890 beherbergte der Bezirk 101.321 Menschen, die auf einer Fläche von 355,83 km² bzw. in 92 Gemeinde lebten.
Der Bezirk Außig umfasste 1910 eine Fläche von 355,78 km² und beherbergte eine Bevölkerung von 117.834 Personen. Von den Einwohnern hatte 1910 108.512 Deutsch und 6.392 Tschechisch als Umgangssprache angegeben. Des Weiteren lebten im Bezirk 2.930 Anderssprachige oder Staatsfremde. Zum Bezirk gehörten zwei Gerichtsbezirke mit insgesamt 93 Gemeinden bzw. 97 Katastralgemeinden.